# Myrmecocichla melaena
Chasco-de-rüppell ou chasco-formigueiro-etíope (Myrmecocichla melaena) é uma espécie de ave da família Muscicapidae.
Pode ser encontrada nos seguintes países: Eritreia e Etiópia.